# San Girolamo che legge (Ribera Napoli)
Il San Girolamo che legge è un dipinto olio su tela (112×94 cm) databile al 1625 circa di Jusepe de Ribera e conservato presso la Galleria dell'Accademia di Napoli.

## Storia e descrizione
Il dipinto è una delle numerose redazioni che il pittore valenzano fece di questo santo. San Girolamo è ritratto di profilo con la pergamena e il suo classico mantello rosso.
L'opera faceva parte di un nucleo di 28 dipinti databili tra il XVI e la prima metà del XVIII secolo che entrarono nelle collezioni dell'Accademia per motivi didattici scientifici, quando questa istituzione condivise nel 1864 lo stesso edificio (il palazzo dei Regi Studi) dell'antico Real Museo borbonico. Poco dopo la tela seguì le sorti dell'Università, la quale fu risistemata nella nuova sede di via Costantinopoli, dov'è tuttora.
In un primo momento la critica novecentesca attribuì l'opera ad un pittore fiammingo formatosi nell'ambiente dello Spagnoletto, Hendrick van Somer; studi più recenti hanno invece ricondotto definitivamente l'opera alla corretta assegnazione del Ribera, forte anche delle evidenti affinità del dipinto napoletano con altri coevi, tra cui il Martirio di san Bartolomeo della Galleria Palatina di Firenze.